# روبن غوفيا
روبن غوفيا هو لاعب كرة قدم أنغولي وبرتغالي في مركز الوسط، ولد في 13 مارس 1985 في لشبونة في البرتغال. شارك مع منتخب أنغولا لكرة القدم. أما مع النوادي، فقد لعب مع ريال سبورت كلوب وريكرياتيفو دو ليبولو ونادي كايالا الترفيهي.

## وصلات خارجية
- روبن غوفيا على موقع قاعدة بيانات كرة القدم.إي يو (الإنجليزية)
- روبن غوفيا على موقع ناشيونال فوتبول تيمز (الإنجليزية)
- روبن غوفيا على موقع Soccerway.com (الإنجليزية)